# Race of Champions 1991
Race of Champions 1991 kördes i Spanien 1991.
- Plats:  Madrid
- Datum: 1991
- Segrare:  Juha Kankkunen